# Мілан Албрехт
Мілан Албрехт (чеськ. Milan Albrecht, нар. 16 липня 1950) — чехословацький футболіст, що грав на позиції нападника.

## Клубна кар'єра
У дорослому футболі дебютував 1967 року виступами за команду «Єднота» (Тренчин), в якій провів п'ять сезонів.
1972 року, після вильоту «Єдноти» з вищого дивізіону, Албрехт перейшов у «Банік». Відіграв за команду з Острави наступні десять років своєї ігрової кар'єри, за винятком 1976—1978 років, коли він проходив військову службу граючи за «Дуклу» (Банська Бистриця). З «Баніком» Мілан виграв 3 чемпіонські титули, а також регулярно грав у єврокубках, зігравши 25 матчах і забивши 6 голів (4 у Кубку європейських чемпіонів 1980/81, де команда дісталась чвертьфіналу, 12 матчів та 4 голи у Кубках володарів кубків та 9 матчів та 2 голи в Кубку УЄФА).
На початку 1982 року Албрехт став гравцем клубу «Вітковіце» і провів у його складі свої останні півтора сезони у вищому дивізіоні країни, в якому загалом за кар'єру зіграв у 334 матчах та забив 65 голів.
Завершив ігрову кар'єру у команді «ТТС Тренчин», за яку виступав протягом 1983—1985 років у другому дивізіоні країни.

## Виступи за збірні
1967 року дебютував у складі юнацької збірної Чехословаччини (U-18), з якою наступного року став переможцем юнацького чемпіонат Європи 1968 року у Франції. Загалом на юнацькому рівні взяв участь у 10 іграх, відзначившись 4 забитими голами.
Протягом 1971—1974 років залучався до складу молодіжної збірної Чехословаччини. У її складі став переможцем молодіжного чемпіонату Європи 1972 року. Всього на молодіжному рівні зіграв у 17 офіційних матчах, забив 7 голів.
12 квітня 1970 року дебютував в офіційних іграх у складі національної збірної Чехословаччини в товариському матчі з Австрією (3:1), в якому забив гол. А вже влітку поїхав з командою на чемпіонат світу 1970 року у Мексиці, де на поле не виходив.
Загалом протягом 1970 року Мілан зіграв за збірну 5 матчів, забивши 2 голи, після чого за головну команду країни не грав.

## Титули і досягнення
- Чемпіон Чехословаччини (3):

«Банік» (Острава): 1975–76, 1980–81, 1981–82
- Володар Кубка Чехословаччини (1):

«Банік» (Острава): 1972–73
- Чемпіон Європи (U-23): 1972
- Чемпіон Європи (U-18): 1968